# 7 Dywizja Piechoty (USA)
7 Dywizja Piechoty – amerykańska dywizja piechoty; walczyła w obu wojnach światowych i w wojnie koreańskiej.

## Historia
Sformowana po raz pierwszy 6 grudnia 1917, wzięła udział w końcowej fazie I wojny światowej, a następnie służyła jako jednostka okupacyjna. Jej straty podczas wojny wyniosły 204 zabitych i 1505 rannych. Dywizja została rozwiązana 22 września 1921.
Sformowana ponownie 1 lipca 1940 w przededniu przystąpienia Stanów Zjednoczonych do II wojny światowej.W 1943 oddziały dywizji brały udział w lądowaniach na wyspach Attu i Kiska.  Na początku 1944 dywizja brała udział w zdobyciu atolów Kwajalein i Eniwetok.  Pod koniec 1944 brała udział w lądowaniach na Filipinach. W kwietniu 1945 dywizja uczestniczyła w bitwie o Okinawę. Ogółem spędziła 208 dni na froncie wojny z Japonią.
Po wojnie dywizja służyła jako jednostka okupacyjna w Japonii i Korei Południowej. W następnych latach jej jednostki zostały wycofane z Korei, tak że w momencie wybuchu wojny koreańskiej dywizja stacjonowała w całości w Japonii. 7 DP wzięła aktywny udział w tym konflikcie, a po zawarciu rozejmu (1953) stacjonowała w Korei Południowej do 1971.
W 1971 dywizja wróciła do Stanów Zjednoczonych i została rozwiązana, lecz 3 lata później została ponownie odtworzona w Fort Ord. W 1985 została przemianowana na dywizję lekką. Jej zadaniem było oddziaływanie na kierunkach Ameryki Południowej. W tej roli dywizja była obecna w Hondurasie w 1988 i Panamie w 1989. W 1991 po zakończeniu Zimnej Wojny podjęto decyzję o zamknięciu Fortu Ord, co zrealizowano do 1994. W tymże roku dywizja została rozwiązana, a jej jednostki przeniesione do innych dywizji. Przed rozwiązaniem dywizja zdążyła jeszcze wziąć udział w przywróceniu porządku po zamieszkach w Los Angeles w 1992.
Dywizja funkcjonowała też jako formacja grupująca rezerwowe brygady od 1999 do 2006.

## Linki zewnętrzne

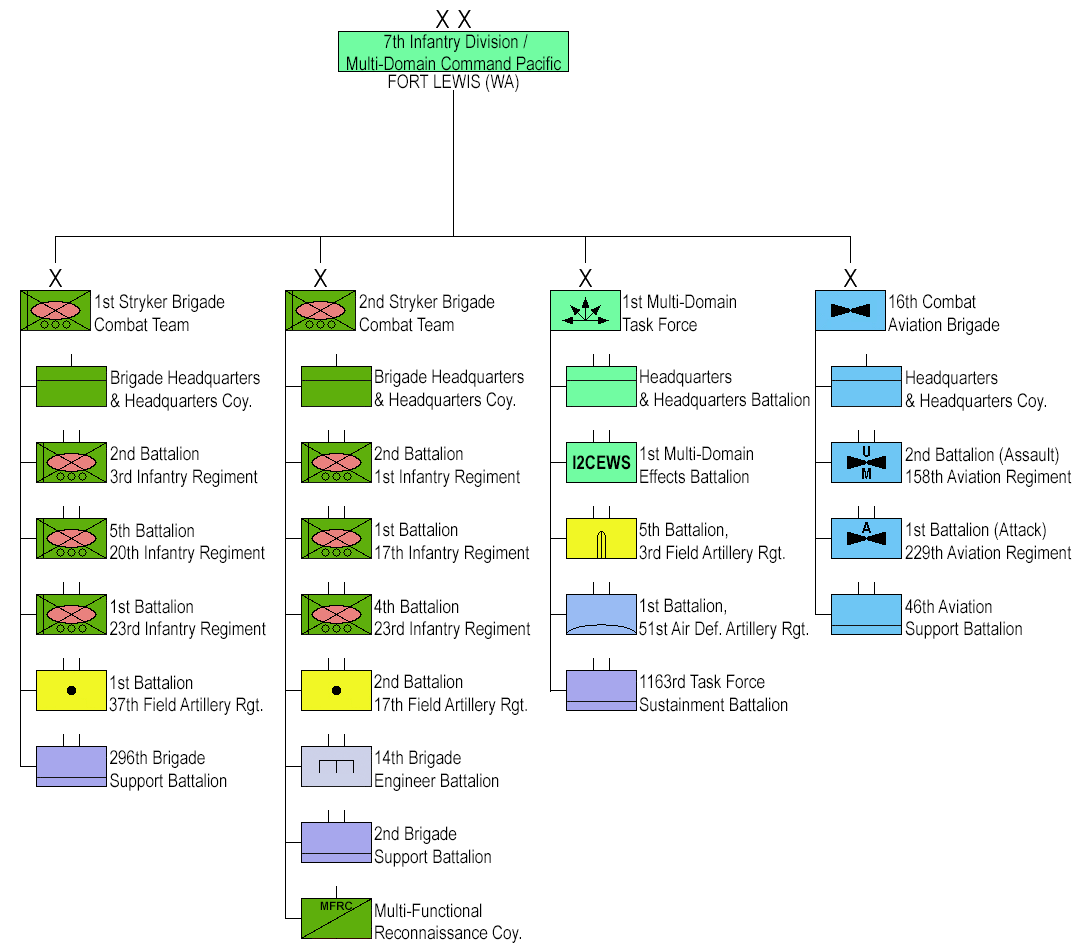
Struktura dywizji w 2019